# Lumbrineris longipodiata
Lumbrineris longipodiata är en ringmaskart som beskrevs av Cantone 1990. Lumbrineris longipodiata ingår i släktet Lumbrineris och familjen Lumbrineridae. Inga underarter finns listade i Catalogue of Life.